# Умм-Салаль (муниципалитет)
Умм-Салаль (араб. أم صلال‎) — муниципалитет Катара.
Здесь можно найти множество исторических мест, таких как, например, Башня Барзан. Так же в Умм-Салале находится новейший город Катара — Лусаил, разместившийся на побережье в северной части муниципалитета. Административный центр муниципалитета — город Умм-Салаль — не имеет выхода к морю, находясь в 10 километрах от побережья, и в 15 километрах севернее столицы Катара — Дохи.
Умм-Салаль - это единственный муниципалитет Катара, у которого нет выхода к Персидскому заливу. Внутри страны граничит с муниципалитетами:
- Эр-Райян — на юге и на западе
- Эд-Дайиан — на востоке
- Эль-Хаур — на севере.